# 高泽 (辽朝)
高澤（1019年—1077年），辽朝渤海人，高模翰曾孙，高為裘之子。
高澤自幼就像成人一样，不苟言笑，不慕权力。崇尚佛老，不事王侯。大康三年（1077年）十二月，在朔州南门私第，时年五十九岁。

## 子孙
- 高永肩，官至礼宾副使、银青光禄大夫、检校右散骑常侍兼殿中侍御史、前蔚州长清军指挥使、飞骑尉
- 高永年，没有出仕，有子四人
  - 高拱，在班祗候
  - 高抃
  - 高小和尚
  - 高孙